# Walentina Kozłowska
Walentina Jakowlewna Kozłowska, ros. Валентина Яковлевна Козловская (ur. 18 kwietnia 1938 w Jessentukach) – rosyjska szachistka, arcymistrzyni od 1976 roku.

## Kariera szachowa

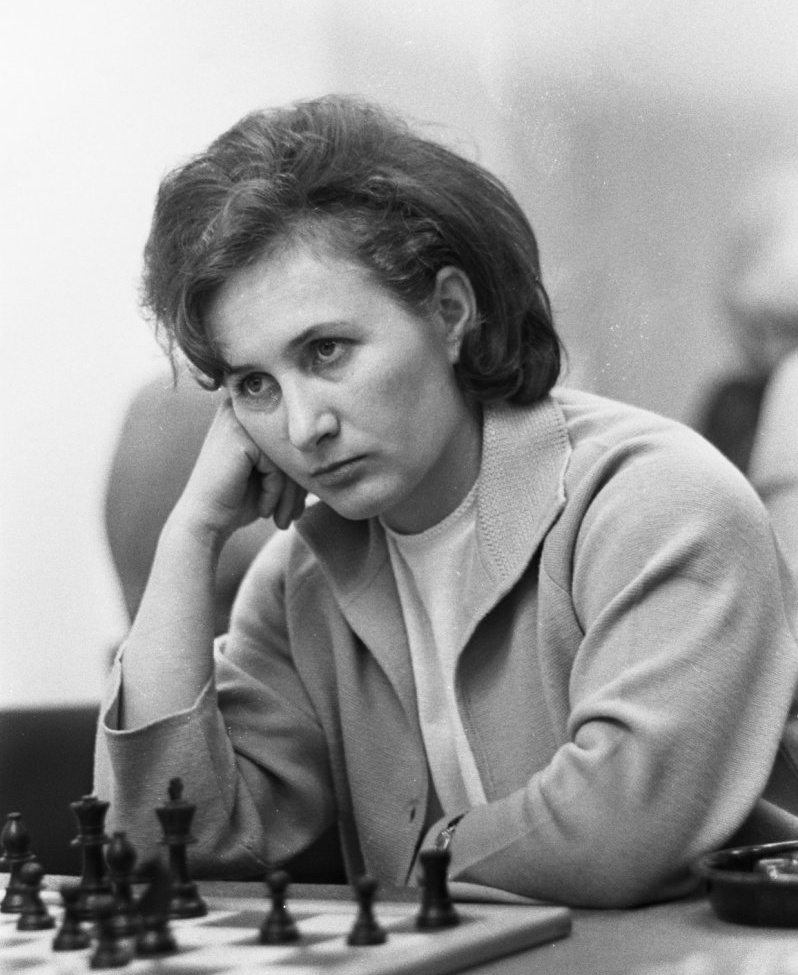
Walentina Kozłowska, 1968

Od połowy lat 60. XX wieku do końca 70. należała do grona najlepszych szachistek świata. W roku 1965 zdobyła tytuł mistrzyni Związku Radzieckiego, w 1966 jedyny raz w swojej karierze wystąpiła na szachowej olimpiadzie (zdobywając wraz z drużyną złoty medal), a w 1967 podzieliła II-III miejsce (wraz z Tatianą Zatułowską) w turnieju pretendentek w Suboticy (wynik ten odpowiadał wówczas III-IV pozycji na świecie). Po zmianie systemu wyłaniania mistrzyni świata, czterokrotnie wystąpiła w turniejach międzystrefowych. W dwóch z tych turniejów (jeden z nich wygrywając, w roku 1973) wywalczyła awans do meczów pretendentek: w 1974 roku uległa w Kisłowodzku w półfinale rozgrywek Marcie Lityńskiej, a w 1977 (w Soczi) przegrała w I rundzie z Jeleną Fatalibekową.
Do największych sukcesów Walentyny Kozłowskiej w turniejach międzynarodowych należą m.in. II m. w Kijowie (1967), I m. w Irkucku (1971), I m. w Woroneżu (1973) oraz I m. w Noworosyjsku (1977). Poza tym w roku 1996 zdobyła w Bad Liebenzell tytuł mistrzyni świata "weteranek" (zawodniczek powyżej 50. roku życia).